# 平斯克州

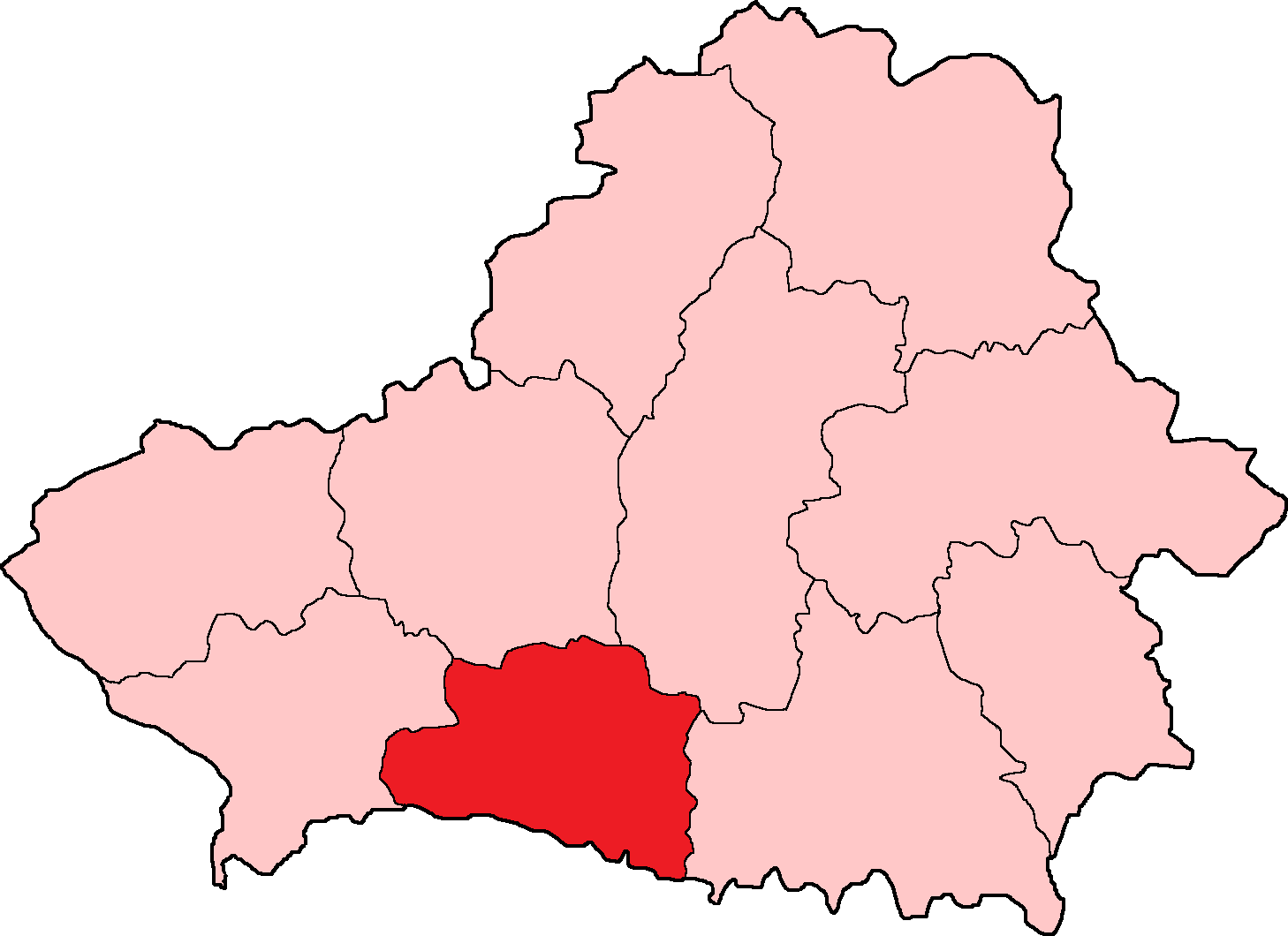
1940年的白俄羅斯，紅色為平斯克州

平斯克州是蘇聯白俄羅斯蘇維埃社會主義共和國的一個州，位於該加盟共和國的南部。1939年12月4日蘇聯在波蘭被蘇德瓜分後在原波萊謝省的土地上建立的。面積16,300平方公里，1941年人口533,600人。首府平斯克。下分11縣。
1954年1月8日併入布列斯特州。